# Magnolia Pictures
La Magnolia Pictures è una società di distribuzione e produzione cinematografica americana, ed è un'azienda della 2929 Entertainment, di proprietà di Todd Wagner e Mark Cuban. La Magnolia è stata formata nel 2001 da Bill Banowsky ed Eamonn Bowles, ed è specializzata in film stranieri e film indipendenti.

## Film distribuiti parziali
- Control Room (2004)
- Bukowski: Born Into This (2004)
- Indian - La grande sfida (2005)
- Enron: The Smartest Guys in the Room (2005)
- Ong-Bak - Nato per combattere (2005)
- The War Within (2005)
- Banlieue 13 (2006)
- Bubble (2006)
- One Last Thing... (2006)
- Jesus Camp (2006)
- Fay Grim (2006)
- Tears of the Black Tiger (2007)
- Exiled (2007)
- Severance - Tagli al personale (2007)
- Maxed Out (2007)
- Crazy Love (2007)
- Color Me Kubrick (2007)
- No End in Sight (2007)
- Weirdsville (2007)
- Redacted (2007)[1]
- Un colpo perfetto (Flawless) (2007)
- Dai Nipponjin (2008)
- Bigger, Stronger, Faster* (2008)
- Hank and Mike (2008)
- Lasciami entrare (Let the Right One In) (2008)
- Hallam Foe (2008)
- The Signal (2008)
- Splinter (2008)
- Timecrimes (Los Cronocrímenes) (2008)
- Humboldt County (2008)
- Yonkers Joe (2009)[2]
- Donkey Punch (2009)
- Chocolate (2009)
- Humpday - Un mercoledì da sballo (2009)
- Outrage (2009)
- Ong-Bak 2 - La nascita del dragone (2009)
- Joaquin Phoenix - Io sono qui! (I'm Still Here) (2010)
- Il mistero di Ragnarok (Gåten Ragnarok), (2013)
- Last Shift (2014)
- I Am Not Your Negro (2016)
- Il colpevole - The Guilty (Den skyldige) (2018)
- Hail Satan? (2019)